# Мифтах Уста Омар
Мифтах аль-Уста Омар (араб. مفتاح الأسطى عمر‎, родился в 1935, умер 22 марта 2010 года) — ливийский политический деятель, глава Всеобщего народного конгресса Ливии с 15 февраля 1984 года по 7 октября 1990 года.
Врач-педиатр, образование получил в Египте и Англии. Был известен как критик системы здравоохранения, сложившейся при короле Идрисе, в 1970 получил должность министра здравоохранения в Совет революционного командования. Сохранил этот пост и при Джамахирии при Всеобщем народном конгрессе, затем (не раньше 1979) стал секретарем внутренних дел, в марте 1982 года эта должность была упразднена. 1 (по другим данным, 15) февраля 1984 года возглавил Конгресс, став формальным главой государства, хотя фактически страной управлял Муаммар Каддафи. Уступил должность генерального секретаря Конгресса во время перестановок в правительстве в октябре 1990 года.